# Európai Klubszövetség
Az Európai klubszövetség, angolul European Club Association (ECA) az európai klubcsapatok gazdasági és érdekvédelmi szervezete, melybe 53 tagországból 214 csapat tartozik. Támogatja az európai labdarúgás alapelveit, segíti a csapatokat, valamint az UEFA döntéshozatalait is elősegíti a közös tanácskozásokon. Elnöke Nasser Al-Khelaifi.

## Alapító csapatok
A 14 alapító tag:
2008 januárjában 16 csapat vezetősége alapította meg ezt a maga mögött nagy fejlődést és több elismerést tudó szervezetet. Az alapító csapatok csapatok:
 Németország
- FC Bayern München

 Anglia
- Manchester United FC
- Chelsea FC

 Franciaország
- Lyon

 Olaszország
- AC Milan
- Juventus FC

 Spanyolország
- FC Barcelona
- Real Madrid CF

 Málta
- Birkirkara

 Hollandia
- AFC Ajax

 Belgium
- Anderlecht

 Görögország
- PAE Olimbiakósz SZFP

 Horvátország
- GNK Dinamo Zagreb

 Skócia
- Rangers FC

 Portugália
- FC Porto

 Dánia
- FC København

## Az Európai klubszövetség tagjai
Az Európai klubszövetség tagjainak listája:
| Ország              | Csapatok |
| ------------------- | --- |
| Albánia             | KF Tirana - KS Vllaznia Shkodër |
| Andorra             | UE Sant Julià - FC Santa Coloma |
| Örményország        | FA Pjunik Jerevan - FA Bananc Jerevan - FA Mika Jerevan |
| Ausztria            | Red Bull Salzburg - Austria Wien - Rapid Wien - Sturm Graz |
| Azerbajdzsén        | Bakı FK - Neftçi PFK - AZAL PFK - Xəzər Lənkəran FK |
| Fehéroroszország    | FK BATE Bariszav - FK Dinama Minszk - FK Sahcjor Szalihorszk |
| Belgium             | Anderlecht - Club Brugge - Standard Liège - Gent - Genk |
| Bosznia-Hercegovina | Sarajevo - Široki Brijeg - Željezničar |
| Bulgária            | Levszki Szofija - Litex Lovecs - CSZKA Szofija |
| Horvátország        | Dinamo Zagreb - Hajduk Split |
| Ciprus              | Anorthosis Famagusta - Apoel - Omonia Nicosia |
| Csehország          | SK Slavia Praha - Viktoria Plzeň - AC Sparta Praha - Slovan Liberec - Teplice |
| Dánia               | FC København - Aalborg - Nordsjælland - Odense - Brøndby |
| Anglia              | Arsenal - Aston Villa - Chelsea - Everton - Fulham - Liverpool - Manchester City - Manchester United - Newcastle United - Tottenham Hotspur                                              |
| Észtország          | FC Levadia - FC Flora |
| Feröer-szigetek     | HB Tórshavn - EB/Streymur - B36 Tórshavn - NSÍ Runavík |
| Finnország          | Honka Espoo - Helsingin JK - MYPA - TPS Turku - FC Inter Turku |
| Franciaország       | Lyon - Bordeaux - Marseille - Paris Saint-Germain - Lille - AS Monaco - Montepellier HSC - Rennes                                                                                        |
| Grúzia              | Dinamo Tbiliszi - WIT Georgia - Zesztaponi |
| Németország         | FC Bayern München - Schalke 04 - Borussia Dortmund - SV Werder Bremen - VfB Stuttgart - Bayer Leverkusen - Borussia Mönchengladbach - Eintracht Frankfurt - Hamburger SV - VfL Wolfsburg |
| Görögország         | Olympiacos - PAOK - Atrómitosz - Árisz - Panathinaikósz |
| Magyarország        | Debreceni VSC- Budapest Honvéd FC - Ferencváros - Győri ETO - Videoton FC |
| Izland              | Knattspyrnufélag Reykjavíkur - FH - Keflavík |
| Izrael              | Hapoel Tel-Aviv - Maccabi Haifa- Bnei-Yehuda - MK Makkabi Tel-Aviv |
| Olaszország         | Roma - ACF Fiorentina - Parma - Napoli - Sampdoria - Udinese Calcio |
| Kazahsztán          | Aktöbe - Sahtyor Karagandi FK - Jertisz Pavlodar FK |
| Lettország          | Ventspils - Liepājas Metalurgs - Skonto |
| Lítvánia            | Erkanas - Sūduva |
| Liechtenstein       | Vaduz |
| Luxemburg           | F91 Dudelange - Grevenmacher |
| Macedónia           | Rabotnicski - Vardar |
| Málta               | Valletta - Birkirkara |
| Moldova             | Sheriff Tiraspol - Zimbru Chişinău - Dacia Chişinău |
| Montenegró          | Budućnost Podgorica - Zeta |
| Hollandia           | PSV Eindhoven - Ajax - Twente - AZ Alkmaar - Feyenoord - Heerenveen - Utrecht |
| Észak-Írország      | Linfield - Cliftonville - Crusaders FC - Glentoran FC |
| Norvégia            | Rosenborg - Molde FK - Brann - Lillestrøm - Vålerenga - Viking |
| Lengyelország       | Lech Poznań - Wisła Kraków - Legia Warszawa |
| Portugália          | Porto - Benfica - Sporting - Braga - Marítimo |
| Írország            | St Patrick's Athletic - Shamrock Rovers FC |
| Román               | Steaua București - CFR 1907 Kolozsvár - Oțelul Galați - FC Vaslui |
| Olaszország         | Internazionale |
| Oroszország         | CSZKA Moszkva - Zenyit Szankt-Petyerburg - Rubin Kazany - Szpartak Moszkva - Lokomotyiv Moszkva                                                                                          |
| San Marinó          | Tre Fiori - Murata |
| Skót                | Celtic - Motherwell FC - Aberdeen FC - Hearts - Rangers |
| Szerbia             | Partizan - FK Crvena zvezda - Vojvodina |
| Szlovákia           | Žilina - Slovan Bratislava - Ružomberok |
| Szlovénia           | Maribor - Domžale - NK Olimpija Ljubljana |
| Spanyolország       | Atlético de Madrid - Valencia - Villarreal - Athletic Bilbao - Málaga - Sevilla - Real Sociedad                                                                                          |
| Svédország          | Helsingborg - Elfsborg - Djurgården - Göteborg |
| Svájc               | Basel - Zürich - Young Boys - Thun - Grasshopper |
| Törökország         | Galatasaray SK - Trabzonspor - Bursaspor - Fenerbahçe - Beşiktaş |
| Ukrajna             | Sahtar Doneck - Dinamo Kijiv - FK Dnyipro - Metaliszt Harkiv |
| Wales               | The New Saints - Bangor City |